# أتازانافير

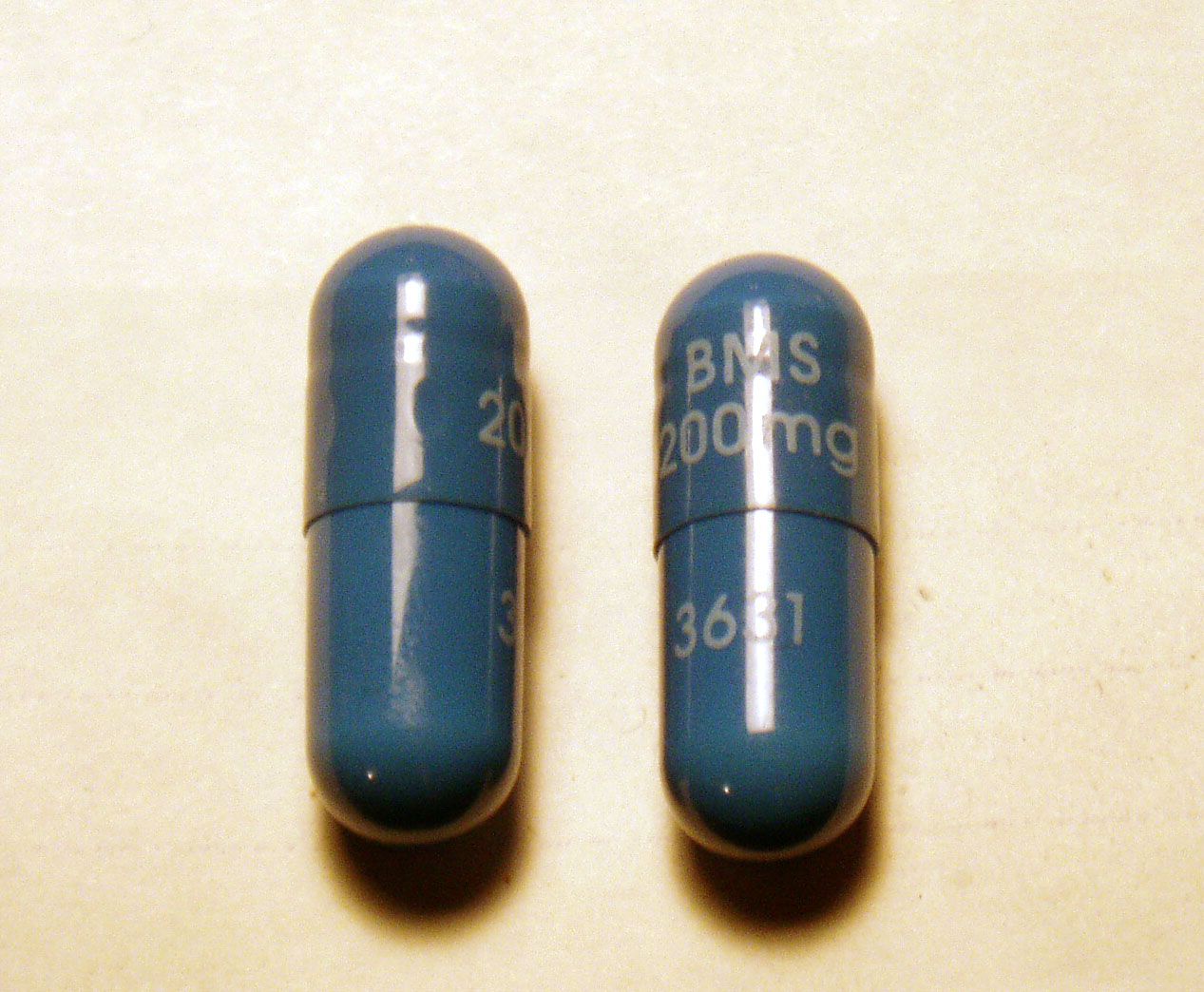
كبسولتي رياتاز 200 ملغ

أتازانافير (بالإنجليزية: Atazanavir)‏ هو دواء تسوقه بريستول مايرز سكويب تحت اسم تجاري هو رياتاز (Reyataz)، وهو أحد مضادات الفيروسات القهقرية من مجموعة مثبطات البروتياز. يستخدم لعلاج عدوى فيروس العوز المناعي البشري.
رخصت إدارة الغذاء والدواء استخدامه بتاريخ 20 حزيران 2003. وفي 29 كانون الثاني 2015، رخصت إدارة الغذاء والدواء استخدام إيفوتاز، وهو دواء مركب ثابت الجرعة مكون من أتازانافير وكوبيسيستات. وهو أحد الأدوية المدرجة في قائمة منظمة الصحة العالمية للأدوية الأساسية.

## الاستخدامات الطبية للأتازانافير
يُستخدم الأتازانافير في علاج الإيدز، وقد قُيّمت فعاليته في تجارب عديدة دقيقة التصميم على البالغين الذين خضعوا للعلاج بمضادات الفيروسات القهقرية وغير الخاضعين له سابقًا. يتميّز الدواء عن غيره من مثبطات البروتياز بقلة تأثيراته على مستويات الشحوم، ويبدو أنه أقل ميلًا للتسبب بالحثل الشحمي، وقد يبدي نوعًا من المقاومة المتصالبة مع مثبطات بروتياز أخرى.
تماثل فعالية الأتازانافير فعالية اللوبينافير عند تعزيزه بالريتونافير في العلاج الإنقاذي للأشخاص الذين يبدون درجةً ما من المقاومة الدوائية، مع أن تعزيزه باستخدام الريتونافير يقلل فوائده الاستقلابية.

### الحمل
لم يظهر استخدام الأتازانافير في أثناء الحمل أي دليل على ضرره، ويُعد أحد أدوية الإيدز المفضلة للاستخدام عند الحوامل اللواتي لم يتلقين علاجًا سابقًا للإيدز. لوحظ عدم ترافق الدواء مع أي تشوهات خلقية في ما يزيد على 2500 ولادة حية، وقد أدى الأتازانافير إلى تحسين مستويات الكوليسترول وثبت أنه آمن خلال فترة الحمل.

## مضادات استطباب الأتازانافير
يُمنع استخدام الأتازانافير لدى المصابين بفرط حساسية سابق (مثل متلازمة ستيفن جونسون أو الحمامى عديدة الأشكال أو الطفح الجلدي السميّ)، ويجب عدم أخذه بالتزامن مع الألفوزوسين أو الريفامبين أو الإرينوتيكان أو اللوراسيدون أو البيموزيد أو التريازولام أو الميدازولام الفموي أو مشتقات الإرغوت أو السيسابريد أوالعرن المثقوب (نبتة القديس يوحنا المثقبة) أو اللوفاستاتين أو السيمفاستاتين أو السيلدينافيل أو الإندينفير أو النيفاربين.

## التأثيرات الضارة للأتازانافير
تتضمن التأثيرات الجانبية الشائعة الغثيان والقيء واليرقان والطفح الجلدي والصداع والألم البطني والأرق والأعراض العصبية المحيطية والدوخة والألم العضلي والإسهال والاكتئاب والحمى. ترتفع مستويات البيلروبين في الدم مع استخدامه عادةً دون أعراض، لكنه قد يسبب اليرقان أحيانًا.

## آلية عمل الأتازانافير
يرتبط الدواء مع الموقع النشط لبروتياز فيروس نقص المناعة البشرية ويمنعه من شطر القطعة الشبيهة بالبروتينات الفيروسية إلى الشكل الفيروسي الفعال. يفقد الفيروس القدرة على العدوى إذا تعطل إنزيم البروتياز الخاص به وبالتالي لا يصنع الفيريونات الناضجة. صُمِّم عقار آزاببتيد ليكون نظيرًا لركيزة سلسلة الببتيد التي ينشطر فيها بروتياز فيروس نقص المناعة البشرية إلى بروتينات فيروسية نشطة عادةً. بتعبير أدق، يُعد الأتازانافير نظيرًا بنيويًا للوضع الانتقالي الذي تُكسر خلاله الرابطة بين الفينيل ألانين والبرولين. لا يمتلك البشر أي إنزيمات تكسر الرابطة بين الفينيل ألانين والبرولين؛ وعليه، لن يستهدف هذا الدواء الإنزيمات البشرية.

## الأشكال الدوائية
يتوافر الأتازانافير على شكل كبسولات بتراكيز 150 و200 و300 ملغ، إضافةً إلى عبوة مسحوق للاستخدام الفموي بعيار 50 ملغ. تقلل الكبسولة بتركيز 300 ملغ من العبء الدوائي، إذ يمكن استبدال كبسولة واحدة من عيار 300 ملغ بكبسولتين من عيار 150 ملغ. تخضع التركيبة النانوية للأتازانافير للاختبار في العلاج طويل الأمد في الرئيسيات بالترافق مع ريتونافير (معزز تثبيط البروتياز) أو تينوفوفير (مثبط إنزيم النسخ العكسي النوكليوزيدي).